# Typhlopidae
I Tiflopidi (Typhlopidae Merrem, 1820) sono una famiglia di serpenti della superfamiglia Typhlopoidea.

## Distribuzione e habitat
La famiglia è diffusa nell'area neotropicale, in Africa, in Madagascar, nell'Europa sud-orientale, in Asia meridionale e in Australia. L'unica specie presente in Europa è Xerotyphlops vermicularis (sin.: Typhlops vermicularis), diffuso nella penisola balcanica, nelle isole dell'Egeo, a Cipro e in Turchia.

## Tassonomia
La famiglia è suddivisa in quattro sottofamiglie comprendenti i seguenti generi:
- Sottofamiglia Afrotyphlopinae Hedges, Marion, Lipp, Marin & Vidal, 2014
  - Afrotyphlops Broadley & Wallach, 2009  (29 spp.)
  - Letheobia Cope, 1869 (29 spp.)
  - Rhinotyphlops Fitzinger, 1843 (7 spp.)

- Sottofamiglia Asiatyphlopinae Hedges, Marion, Lipp, Marin & Vidal, 2014
  - Acutotyphlops Wallach, 1995  (5 specie)
  - Anilios Gray, 1845  (46 spp.)
  - Argyrophis Gray, 1845 (12 spp.)
  - Cyclotyphlops Bosch & Ineich, 1994 (1 sp.)
  - Grypotyphlops Peters, 1881 (1 sp.)
  - Indotyphlops Hedges, Marion, Lipp, Marin & Vidal, 2014 (23 spp.)
  - Malayotyphlops Hedges, Marion, Lipp, Marin & Vidal, 2014 (11 spp.)
  - Ramphotyphlops Fitzinger, 1843 (21 spp.)
  - Sundatyphlops Hedges, Marion, Lipp, Marin & Vidal, 2014 (1 sp.)
  - Xerotyphlops Hedges, Marion, Lipp, Marin & Vidal, 2014 (4 spp.)

- Sottofamiglia Madatyphlopinae Hedges, Marion, Lipp, Marin & Vidal, 2014
  - Madatyphlops Hedges, Marion, Lipp, Marin & Vidal, 2014 (13 spp.)

- Sottofamiglia Typhlopinae Merrem, 1820
  - Amerotyphlops Hedges, Marion, Lipp, Marin & Vidal, 2014  (15 spp.)
  - Antillotyphlops Hedges, Marion, Lipp, Marin & Vidal, 2014 (12 spp.)
  - Cubatyphlops Hedges, Marion, Lipp, Marin & Vidal, 2014 (12 spp.)
  - Typhlops Oppel, 1811 (25 spp.)